# The Girl Is Mine
The Girl Is Mine è una canzone scritta e composta dal cantante statunitense Michael Jackson, cantata in duetto con Paul McCartney e prodotta da Quincy Jones (con la coproduzione di Jackson), pubblicata il 18 ottobre 1982 come primo singolo del sesto album solista di Jackson, Thriller.
Il singolo ebbe un grande successo nelle classifiche musicali raggiungendo la posizione numero due della classifica generale di Billboard, la numero uno delle classifiche soul e contemporaneo adulto, e la posizione numero otto in Regno Unito. Il singolo ha venduto oltre 1,3 milioni di copie nei soli Stati Uniti venendo pertanto certificato Disco di platino dalla RIAA.

## Descrizione

### Antefatti

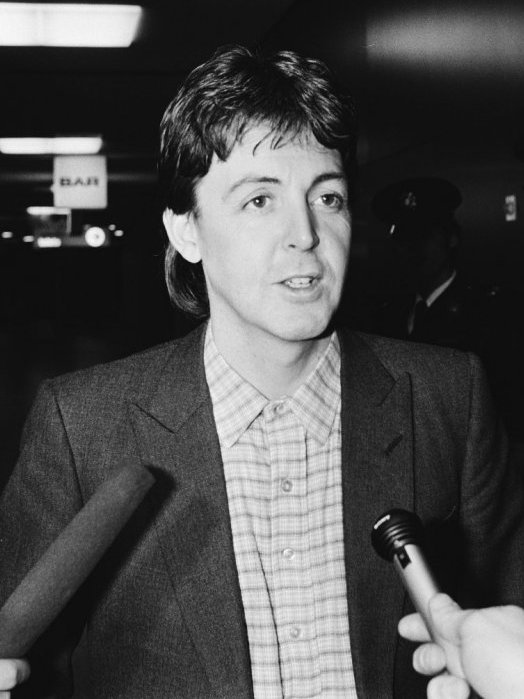
Paul McCartney nel 1980.

Paul McCartney aveva scritto una canzone appositamente per Jackson, intitolata Girlfriend, per il primo album da solista di Jackson per la Epic Records, Off the Wall, pubblicato nel 1979. I due divennero così amici e decisero di registrare qualcosa insieme. Nel 1981, Jackson e McCartney registrarono insieme le canzoni Say Say Say e The Man per il quinto album da solista di quest'ultimo, Pipes of Peace (pubblicato in seguito nel 1983).

### Produzione
La scrittura di The Girl Is Mine fu completata da Jackson mentre, per ispirarsi, guardava i cartoni animati con McCartney. L'idea di creare una canzone che avesse come tema centrale due uomini in lotta per una ragazza fu del produttore Quincy Jones insieme a Jackson. Michael Jackson si svegliò nel bel mezzo della notte per incidere una demo del brano. In seguito dichiarò: «Ho cantato esattamente quello che avevo in testa iniziando con la melodia, la tastiera e tutto. Poi ho registrato tutto su un nastro». Aggiunse poi che la registrazione fu uno dei suoi momenti più divertenti in studio, ritenendola la sua canzone preferita in quella fase perché «lavorare con Paul è molto emozionante e ci siamo letteralmente divertiti».
La canzone fu registrata ai Westlake Studios di Los Angeles dal 14 al 16 aprile del 1982.
McCartney difese la canzone dalle accuse dei critici, affermando: «La canzone che ho appena fatto con Michael Jackson, potresti dire che è superficiale, c'era persino una parola "doggone" che non avrei messo dentro. Quando mi sono confrontato con Michael, ha spiegato che non stava cercando la profondità, stava cercando il ritmo, stava andando per sensazioni. E aveva ragione. Non è il testo ad essere importante in questa particolare canzone, è molto più il rumore, la performance, la mia voce, la sua voce».
La foto della copertina del singolo fu scattata nel 1981 dall'allora moglie di McCartney, Linda.

## Accoglienza

### Critica

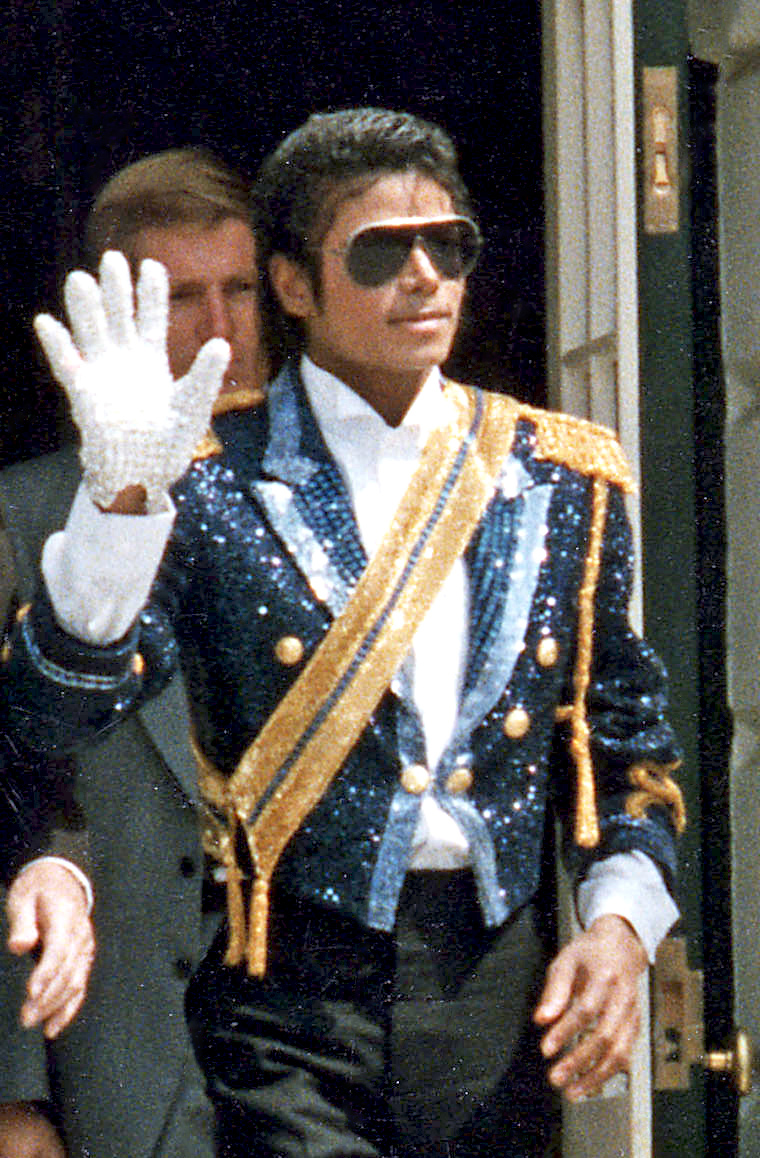
Michael Jackson alla Casa Bianca nel 1984, due anni dopo l'uscita della canzone

Dal suo lancio, The Girl Is Mine ricevette recensioni contrastanti da giornalisti e critici musicali. Alcuni critici e ascoltatori inizialmente non rimasero molto colpiti dalla canzone e pensarono che Jackson e il produttore, Quincy Jones, avessero creato un brano per il pubblico pop bianco, immaginandosi che anche l'album che sarebbe seguito, Thriller, li avrebbe delusi, cosa che alla fine non successe. Il giornalista Robert Christgau descrisse l'accompagnamento di McCartney e Jackson come «la peggior idea musicale di Jackson dalla pubblicazione dell'album Ben (1972)». Rolling Stone dichiarò che la canzone era una «ballata stile MOR» e che McCartney era stato «addomesticato». Stephen Erlewine di AllMusic notò che la canzone era piena di «sdolcinatezze». Salon.com descrisse poi The Girl Is Mine e altri duetti di McCartney degli anni Ottanta come «duetti sdolcinati». Newsweek lodò il messaggio antirazzista della canzone, definendola «molto carina e perfettamente innocua, finché non inizi a pensare al testo: le stazioni radio americane hanno mai suonato una canzone su due uomini, uno nero e l'altro bianco, che litigano per la stessa donna?». La canzone ottenne una recensione favorevole dal biografo di Jackson, J. Randy Taraborrelli, che sostenne che la canzone era sì «carina» ma che mancava di sostanza. In Italia la rivista Panorama definì la canzone «piaciona e non originalissima» e «perfetta per far breccia presso il pubblico bianco» ma aggiunse che «le interpretazioni vocali di Jackson e di Paul McCartney, e i loro buffi scambi verbali su una ragazza contesa, sono da antologia». Il critico musicale Joseph Vogel lodò invece l'importanza storica della canzone e di come abbia aiutato a infrangere le barriere razziali nelle classifiche e alle radio dell'epoca dato che «si trattava del primo duetto nella storia della musica in cui un uomo di colore e un uomo bianco si contendevano la stessa ragazza».

### Accuse di plagio
The Girl Is Mine fu oggetto di due cause legali per accuse di plagio. In entrambe le istanze, Jackson richiese di testimoniare in tribunale e tutte e due si conclusero in favore del cantante e della sua etichetta discografica.

## Successo commerciale
Il singolo ottenne un buon successo nella maggior parte delle classifiche internazionali: si aggiudicò la prima posizione nella classifica rhythm and blues e la seconda in quella generale di Billboard, raggiunse inoltre l'ottava posizione nel Regno Unito e il quarto posto in Nuova Zelanda. In entrambi questi ultimi fu certificata Disco d'oro. Negli Stati Uniti conquistò un Disco di platino per aver venduto oltre un milione di copie.

## Tracce
Versioni 7" e 12"
1. The Girl Is Mine – 3:41
2. Can't Get outta the Rain – 4:05

## Classifiche
| Classifica (1983)                  | Posizione massima |
| ---------------------------------- | ----------------- |
| Australia                          | 2                 |
| Norvegia                           | 2                 |
| Paesi Bassi                        | 16                |
| Regno Unito                        | 8                 |
| Stati Uniti                        | 2                 |
| Stati Uniti - (rhythm and blues)   | 1                 |
| Stati Uniti (contemporaneo adulto) | 1                 |

## Crediti
- Scritta e composta da Michael Jackson
- Prodotta da Quincy Jones
- Tastiere: Greg Phillinganes e David Paich
- Sintetizzatore: David Foster
- Programmazione sintetizzatore: Steve Porcaro
- Chitarra: David Parks and Steve Lukather
- Basso: Louis Johnson
- Percussioni: Jeff Porcaro
- Voci: Paul McCartney e Michael Jackson
- Arrangiamento vocale: Michael Jackson e Quincy Jones
- Arrangiamento del ritmo: Quincy Jones e David Paich
- Arrangiamento del sintetizzatore: David Foster
- Arrangiamento e direzione archi: Jerry Hey
- Coordinatore: Jerry Vinci

## The Girl Is Mine 2008

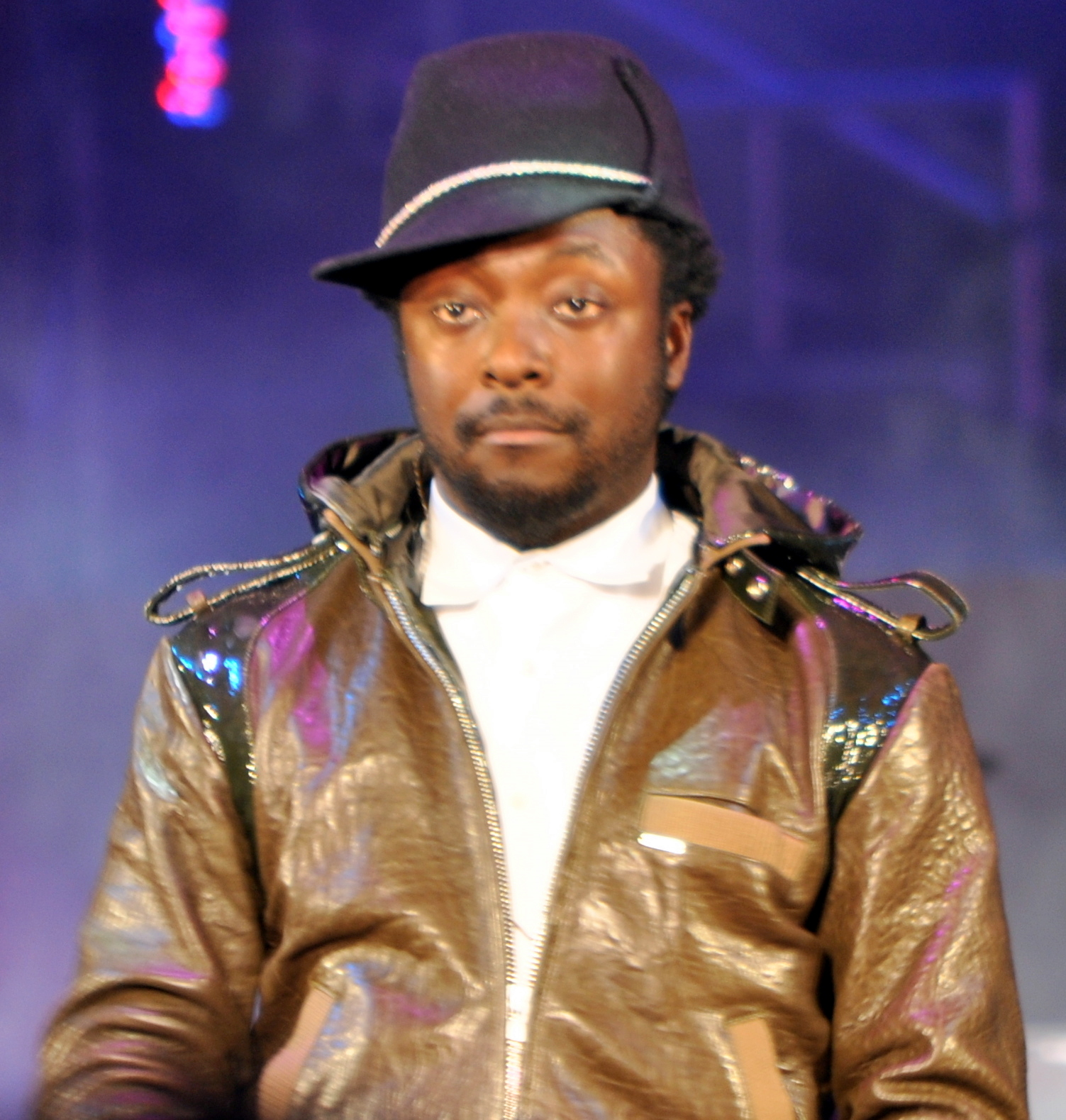
Will.i.am nel 2008.

Nel 2008, il cantante dei Black Eyed Peas, will.i.am, remixò The Girl Is Mine per l'edizione per il 25º anniversario di Thriller, intitolata Thriller 25. Il cantante cantò anche un rap all'interno di questa nuova versione. Il remix venne tratto da una versione demo del pezzo interpretato solo da Michael Jackson. Il singolo uscì solo in alcuni mercati.

### Accoglienza
La nuova versione della canzone ricevette perlopiù critiche negative da parte degli esperti del settore con alcuni critici che arrivarono a definire il remix «un omicidio di una canzone classica»; un critico di Rolling Stone definì will.i.am addirittura uno «stupido delinquente» criticandolo per aver cercato di nascondere il gancio "doggone" mentre AllMusic scrisse che will.i.am aveva trasformato The Girl Is Mine in uno «sfortunato numero di ballo»; IGN affermò che il remix di The Girl Is Mine di will.i.am era «un reato», reso ancora più «clamoroso» dall'inserimento della propria «presenza vocale atonale» al posto di quella di McCartney; Pitchfork si aggiunse alle recensioni sfavorevoli, affermando riguardo al remix di will.i.am: «Toglie Macca da The Girl Is Mine ma decide che non può funzionare senza che qualcuno sembri un idiota e si intromette lui virilmente» mentre il Times arrivò a dichiarare che chiunque abbia pensato fosse una buona idea far remixare a will.i.am questa e altre canzoni dell'album meriterebbe di «essere rinchiuso in una cella senza finestre con nient'altro che quelle canzoni in un ciclo continuo».

## Tracce

### CD singolo, maxi singolo, 12"[32][33]
1. The Girl Is Mine 2008 (feat. will.i.am) (Album Version) – 3:10
2. The Girl Is Mine 2008 (feat. will.i.am) (Club Remix) – 3:25
3. The Girl Is Mine (Original Demo) – 3:13

## Crediti
- Voce principale: Michael Jackson
- Rap: William "will.i.am" Adams
- Remix: William "will.i.am" Adams, Keith Harris
- Produzione, missaggio: William "will.i.am" Adams
- Batteria, tastiere: William "will.i.am" Adams
- Sintetizzatori: Keith Harris

## Classifiche
| Classifica (2008) | Posizione massima |
| ----------------- | ----------------- |
| Australia         | 51                |
| Danimarca         | 31                |
| Francia           | 22                |
| Paesi Bassi       | 12                |
| Regno Unito       | 32                |
| Svezia            | 41                |
| Svizzera          | 47                |